# Liua
Liua là một chi động vật lưỡng cư trong họ Hynobiidae, thuộc bộ Caudata. Chi này có 2 loài và 50% bị đe dọa hoặc tuyệt chủng.